# Kehrichtverbrennungsanlage Zürich-Josefstrasse

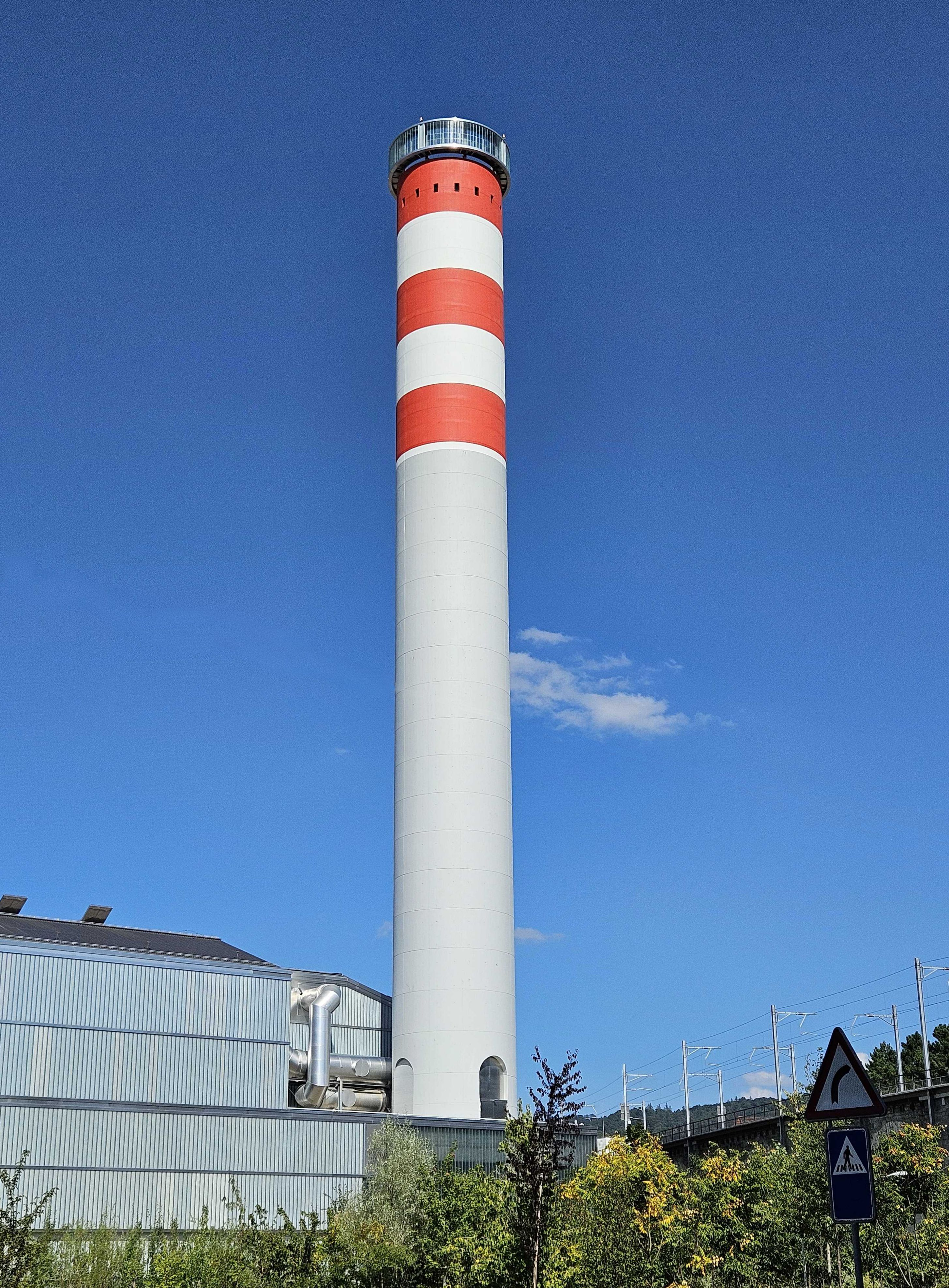
Kamin der Kehrichtverbrennungsanlage Zürich-Josefstrasse (2025)

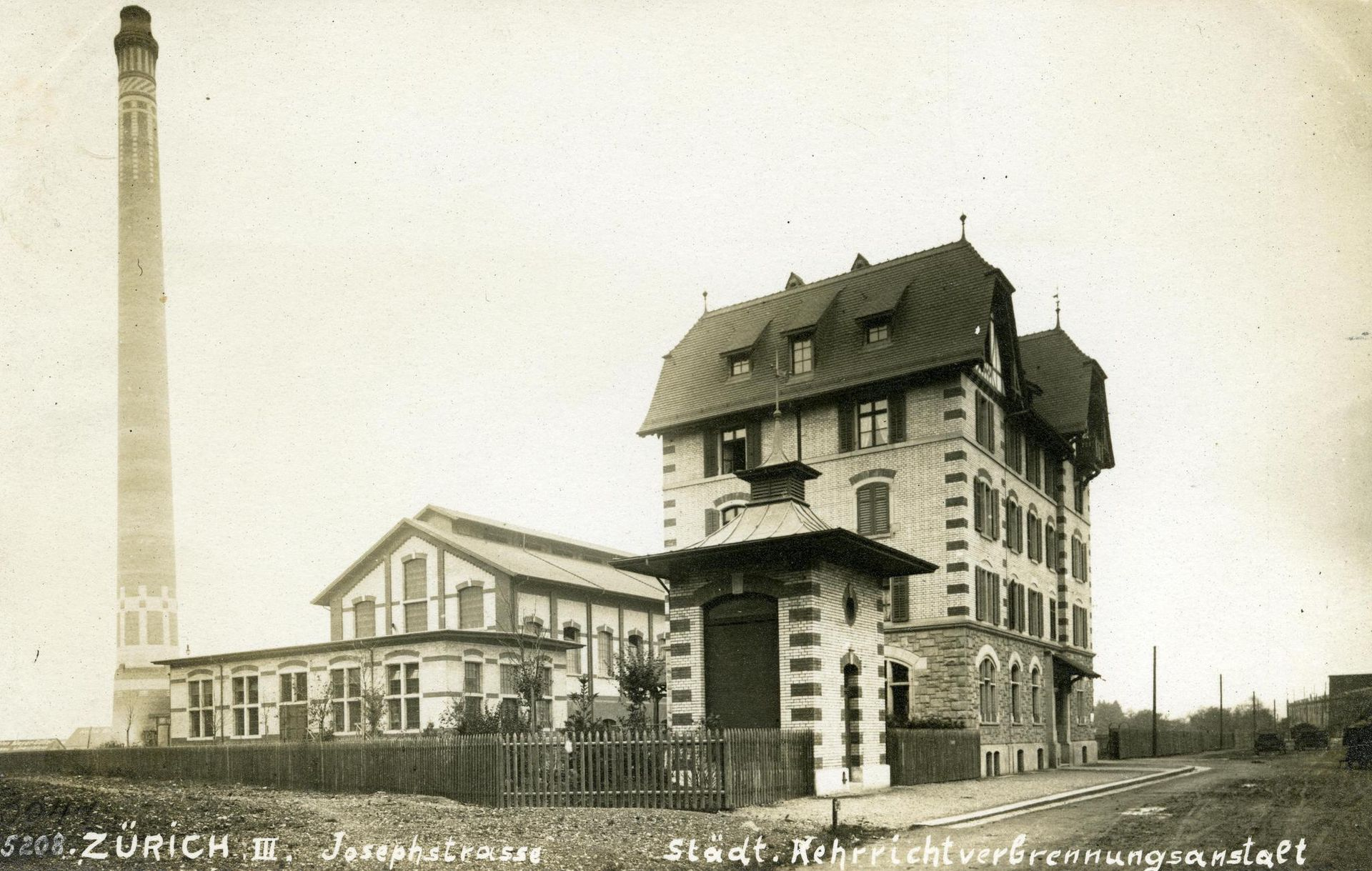
Foto von um 1910

Die Kehrichtverbrennungsanlage Zürich-Josefstrasse war die erste Müllverbrennungsanlage in der Schweiz.

## Anlagen
Die erste entsprechende Anlage ging als zweite Anlage ihrer Art 1904 in Betrieb. Damals lag das Areal noch am Stadtrand. Die zuletzt betriebene Anlage wurde von 1975 bis 1978 erbaut, verfügte über zwei Linien und konnte 655 Tonnen Müll pro Tag verbrennen. Zur Jahrtausendwende wurde beschlossen, die Anlage stillzulegen, dafür wurde die Anlage im Hagenholz ausgebaut.
Das Werk Josefstrasse wurde per 1. Januar 2011 aus der kantonalen Abfallplanung entlassen, die Anlage wurde  von der «Fernwärme Zürich AG» übernommen. Bis zur Stilllegung Ende März 2021 produzierte sie als Heizkraftwerk Fernwärme für Zürich-West und elektrischen Strom.

## Trivia
Am 28. Oktober 2021 wurde der 90 Meter hohe Kamin in der Nacht verbotenerweise mit einem Graffito versehen, das mit grossem Aufwand entfernt wurde.